# Nikolaj Ehlers
Nikolaj Ehlers (født 14. februar 1996) er en dansk ishockeyspiller, som spiller i NHL-klubben Carolina Hurricanes. Han er søn af ishockeytræner Heinz Ehlers.
Han har sin oprindelse i Aalborg, hvor han spillede for sin bandomsklub AIK (Aalborg Ishockey Klub). Sidenhen (2007) flyttede han med sin familie til Schweiz hvor han spillede i klubben EHC Biel.
I 2013 rykkede han til Canada, hvor han spillede for Halifax Mooseheads hvor hans gode resultater resulterede i et første runde draft pick til NHL-klubben Winnipeg Jets som 9. pick i alt.